# 世界貿易組織第六次部長級會議

世界貿易組織第六次部長級會議標誌

WTO MC6標誌

世界貿易組織第六次部長級會議，亦稱為世界貿易組織香港部長級會議，於2005年12月13日至12月18日在香港會議展覽中心舉行。香港政府預計是次會議將會有逾11,000人參加，其中包括6000名成員國的代表、3000名來自全球各地的記者及2000名非政府組織代表。會議的標誌以代表香港的中式帆船為主題，結合世界貿易組織標誌，組成一個「6」字，寓意香港與世貿組織融洽的關係、香港對世貿工作的積極參與及對多邊貿易的支持，而金色仿如光芒般乘風遠帆的中式帆船表示是次會議的光明前景、穩步向前。特區政府的目標，是於這次會議上就多哈回合貿易談判收窄分歧，推動於2006年能完成整個回合的談判。

## 會議籌備
香港乃於2003年墨西哥坎昆舉行的第五次部長級會議上取得是次會議的主辦權，而籌備工作由工業貿易署負責。為此該署於2004年8月成立了「香港部長級會議統籌辦事處督導委員會」，主席為工商及科技局常任秘書長俞宗怡女士，負責跨部門的協調工作及落實工作。督導委員會下有工業貿易署的「香港部長級會議統籌辦事處」，總監為王榮珍女士。辦事處下分七個工作小組，分別為：
1. 住宿工作小組
2. 會議設施工作小組
3. 交通及機場接待工作小組
4. 保安及身份確認工作小組
5. 傳媒、宣傳及社區關係工作小組
6. 社交活動、商業贊助及聯絡支援工作小組
7. 資訊及通訊科技工作小組

其他政府部門及組織，如保安局、香港警務處、香港旅遊發展局、境外經濟貿易辦事處等，均會協助會議的籌備工作。
籌備辦事處亦為傳媒舉行工作坊，以便傳媒能熟習會議詳情。會議期間的開幕式、閉幕式、全體會議及演講會等均會開放予傳媒採訪並作現場直播，而談判會議則會閉門進行，不會讓傳媒採訪。

### 經費預算
這一次會議預算經費為2億5千萬至3億港元。
預算經費包括：

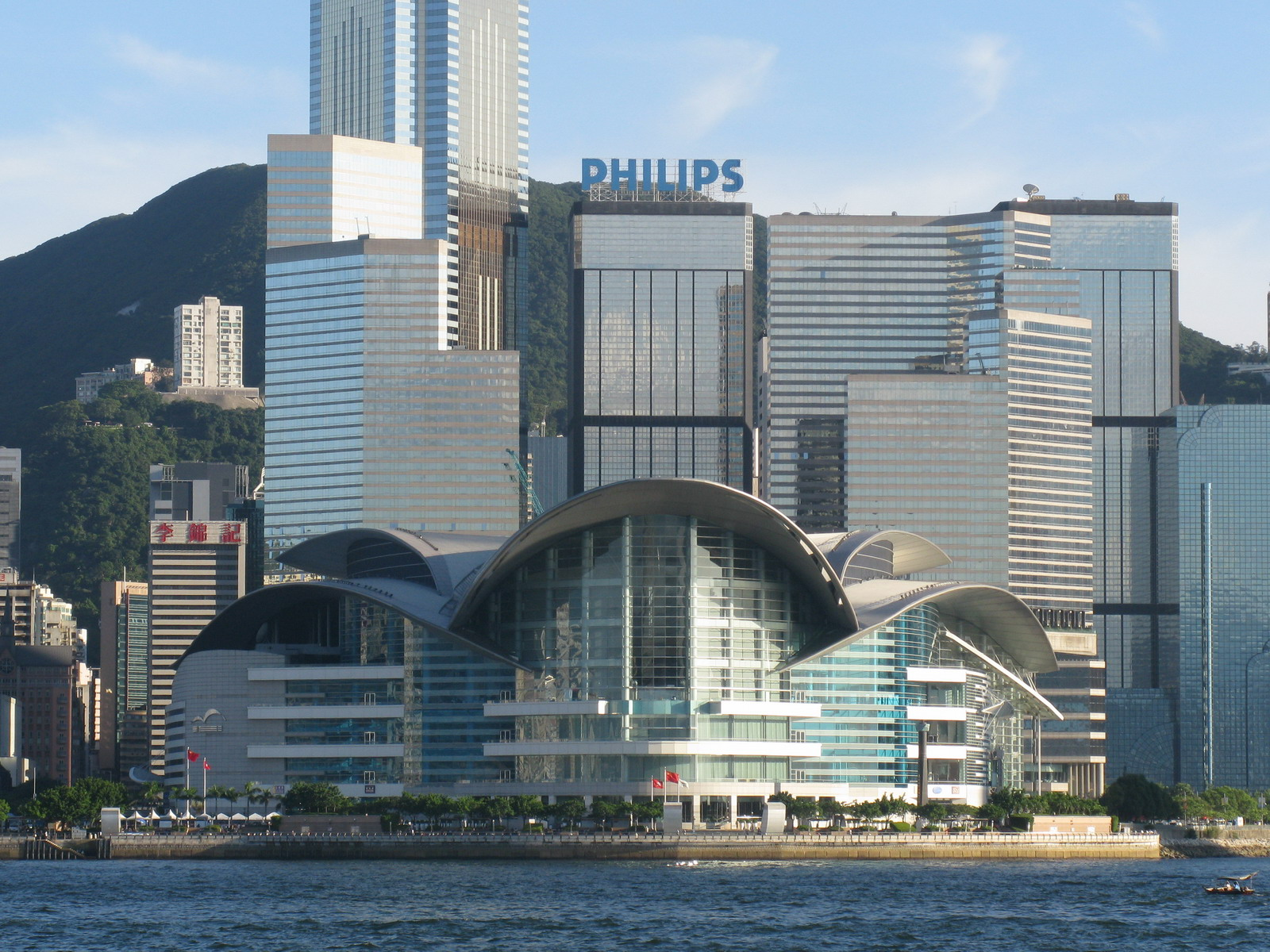
舉辦世界貿易組織第六次部長級會議之場地：香港會議展覽中心

- 香港會議展覽中心場地出租費用及準備開支：3,700萬港元
- 資訊及通信器材：3,700萬港元
- 香港部長會議協調辦公室：3,100萬港元
- 為參與成員提供交通安排：2,600萬港元
- 為50個發展落後成員向世界貿易組織交付費用：2,300萬港元
- 文件開支：2,200萬港元
- 翻譯、宣傳及臨時工作者：2,200萬港元
- 秘書服務：2,200萬港元
- 開幕及閉幕：900萬港元

### 招待來賓
特區政府將提供由寶馬贊助的豪華房車接載參加世貿會議的來賓，在會議結束後贊助商將以折扣將房車出售。特區政府亦會為來賓提供膳食等安排。

### 採訪媒體
估計有多達3000名來自世界各國的記者到香港採訪世貿會議，大會設有新聞中心為傳媒機構提供錄影、電腦、網絡及通訊等設備。香港電台將成為大會指定廣播機構，為全球提供電視直播片段。

### 保安措施
香港政府主辦單位為免開幕當日預期發生的示威活動，勸諭灣仔區的民居、商舖及學校於當日減少外出活動，包括採取彈性上班時間及學校休假一天。康樂及文化事務署亦凍結了之前一段時間租借香港中央圖書館、維多利亞公園、灣仔運動場及修頓球場舉行活動的申請。灣仔區大部份學校及部份其他地方的學校在會議開幕日停課，或者更改為教師發展日。
為了防止示威者將道路上的雜物及渠蓋等挪用為武器，警察將附近道路的渠蓋封妥、將行人天橋圍上鐵網，並且使用黏合劑把磚頭固定。
與世界貿易組織部長級會議在同一地點及同期舉行的世界議長聯席會議，在紅磡海逸酒店舉行，警方加強酒店一帶的保安，除了加設路障，酒店入口亦設置水馬。

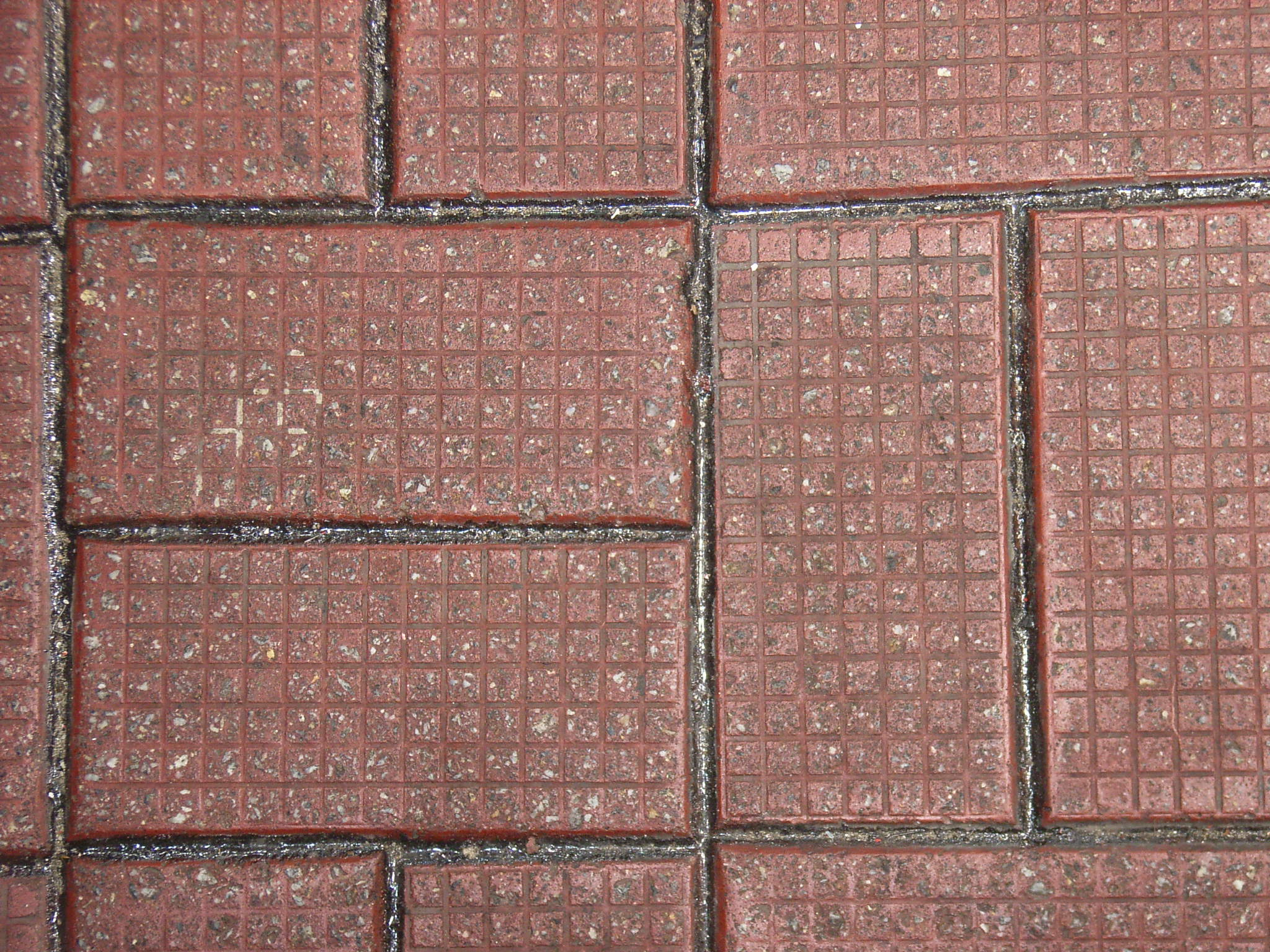
用膠水固定的磚頭
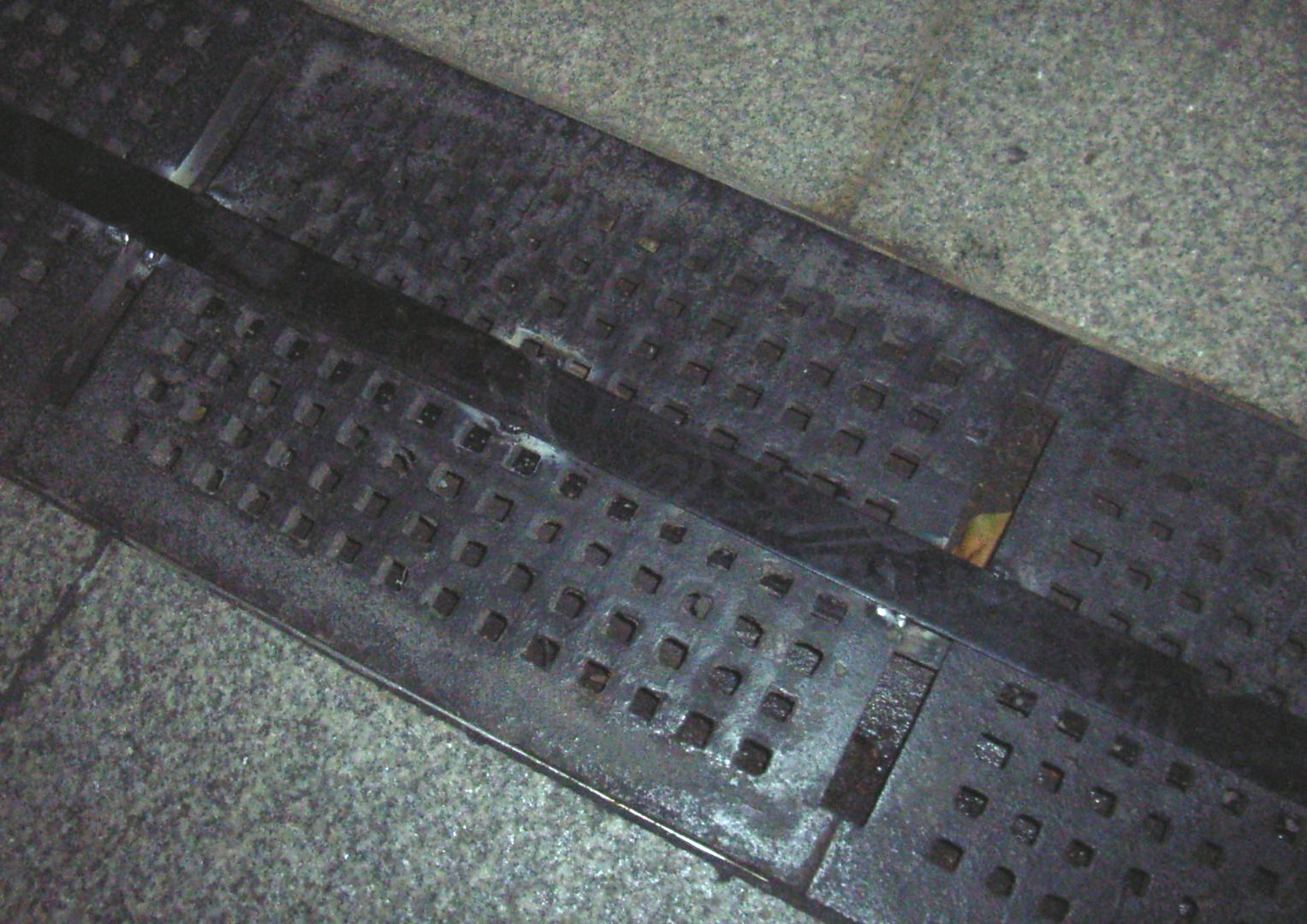
封妥的渠蓋
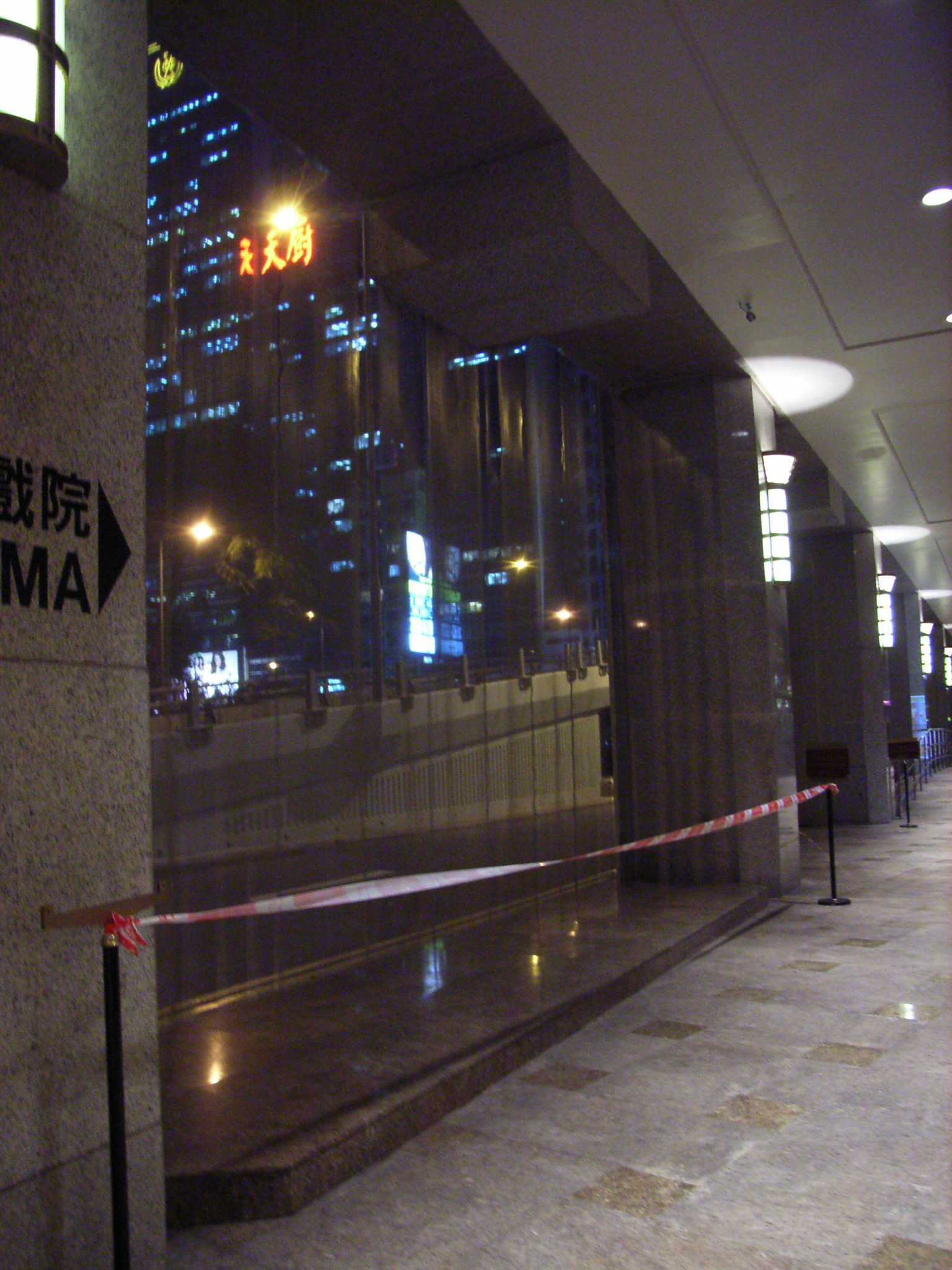
於灣仔新鴻基中心圍上的鐵網

#### 禁區
由於以前的每次世貿部長級會議皆會有大批反全球化、要求公平貿易等的示威者舉行示威活動，亦曾釀成流血衝突，因此會議的保安問題尤其引人關注。就此香港警務處將於會議期間在場地外根據於12月2日生效的《禁區（世界貿易組織香港部長級會議）令》而劃定保安區，並於12月12日傍晚6時起在附近實施改道及封路等特別交通安排。籌備辦事處亦主動聯絡各非政府組織，解釋香港政府政策及安排，並提供適當協助，務求使示威活動可和平進行。屆時運輸署將監控附近交通情況，第一時間將最近交通安排透過電台、電視台等向市民發佈。
禁區範圍主要包括整個香港會議展覽中心，添馬艦及灣仔碼頭一帶，博覽道、會議道、分域碼頭街、港灣道位於香港會議展覽中心外的東行線、龍匯道介乎分域碼頭街與添華道之間的西行線及龍景街等道路將會封閉，靠近會展的維多利亞港海面亦被劃為禁區。

#### 示威區

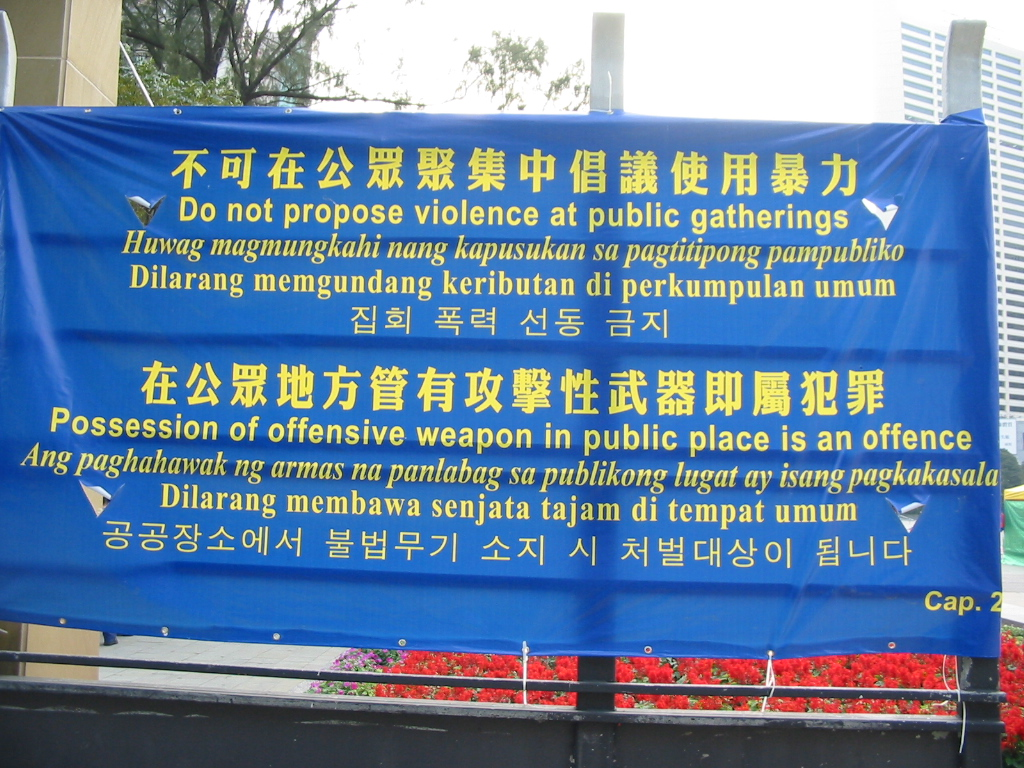
政府在示威區附近放上印有多國語言的橫額，提醒示威者克制

世貿部長級會議，估計將有超過10,000名反對貿易自由化的示威者來港示威，表達訴求。政府把灣仔運動場及在附近，面對維多利亞港的灣仔貨物裝卸區劃為指定公眾活動區，供各國示威人士進行示威。灣仔運動場可容納約7,000人，灣仔公眾貨物裝卸區則可容納約4,000人。
政府亦會對灣仔北會場附近的道路採取封路及交通改道等措施。香港警務處處長李明逵曾表示，會議期間警方會抽調9,000名警員到灣仔區，集中負責安全檢查、政要保護、處理交通及示威等工作。
政府原擬將銅鑼灣維多利亞公園及灣仔修頓球場作為示威區，但因距離會場太遠而改變計劃。
民間監察世貿聯盟及韓國農民代表11月底視察了位於灣仔貨物起卸區的示威區後，不滿香港警方在示威區加建一米高的圍牆，認為「跟坐在一個密室內沒有分別」，揚言或會另覓路線抗議。

#### 交通安排
由於會展中心及灣仔碼頭的巴士總站位於封閉區內，因此部分巴士路線的總站需暫時搬遷，途經灣仔北的巴士路線需要改道，灣仔至紅磡的渡輪服務亦需暫時停航。屆時運輸署將監控附近交通情況，第一時間將最近交通安排透過電台、電視台等向市民發佈。運輸署並提供交通查詢熱線電話1834567供市民查詢，運輸署網頁 （页面存档备份，存于）亦提供最新資料。
灣仔北一帶的特別交通安排包括：
- 來往灣仔至尖沙咀及紅磡的兩條渡輪航線於12月12日下午2時前停航。
- 29條原經灣仔北的巴士線改行告士打道或軒尼詩道，隧道巴士117號線將不經灣仔北而直接駛往海底隧道。
- 以灣仔北為總站的15條巴士線，將改停軒尼詩道近史釗域道／菲林明道附近。
- 灣仔至皇崗的過境巴士線總站搬往中環港澳碼頭。
- 博覽道東公共交通交匯處內及灣仔碼頭廣場內的的士站，及港灣道的過海的士站暫停使用。
- 位於博覽道東、龍景街、鴻興道、興發街維園停車場、銅鑼灣道、謝斐道、盧押道、史釗域道及駱克道約300個停車位暫停使用。
- 位於景隆街以東的一段駱克道、東角道及記利佐治街，以及白沙道及利園山道的行人專用區，已臨時取消至12月18日午夜。[4]

同時，東區海底隧道及西區海底隧道於世貿會議期間提供優惠收費，以疏導紅磡海底隧道的交通流量。

#### 義務工作者
香港政府招募了488名義工為世貿部長級會議提供後勤支援，包括在香港國際機場接待抵港的會議參加者及為參加者提供傳譯服務等。

#### 應變計劃
香港政府表示，過往在世界各地舉辦這項會議時有發生示威、暴力、甚或恐怖襲擊，因此各公立醫院、輔助醫療機構、私家醫院及國際救援組織合作，由醫院管理局制定應變計劃。

## 會議議題及進展

### 會議議題
這次會議的議題，主要是以多哈貿易談判為框架，討論如何為減少幾千種商品的貿易壁壘達至基本共識。其中較重要的議題包括：
- 為農業和非農業產品的市場准入確立減讓細則。
- 在服務業方面爭取具影響力的成員提供可帶來具體商機的承諾。
- 為進一步清晰及完善世貿規則提供指引。
- 適當處理貿易和發展問題。
- 開放市場問題－停止配額或停止實質增加配額
- 新加坡問題－一些發達國家要求更透明法例及更完善法律來保障貿易及投資。
- 出口補貼－歐盟許諾結束壓抑國際價格，但到目前為止，沒有為停止補貼定下確切的日期。

### 談判原則
整體共識：每個交涉的項目是一個整體和不可分的包裹的一部分，無法分開地同意。"直到一切同意才是正式的同意"。
參與：談判是對所有成員開放，包括以觀察員身分參與或有意參與談判的政府代表。但關於談判的結果只能由成員作出決定。
透明度：所有談判必須透明。
特殊及個別對待：所有談判需要考慮關於發展中或發展落後的國家。
可持續發展：貿易、發展和貿易環境發展同時要保障可持續發展，相關政策要適當地被反映出來。

### 場外議題
除了場內的與會者外，於場外亦將會有大批非政府組織就公平貿易等議題舉行活動或發起示威，為農民、貧國等於會場內缺乏發言權的群體爭取利益。

## 會議日程
據世貿新聞及媒體關係處處長洛華（Keith Rockwell）表示於開幕式後，便會進行一連串的雙邊會議、根據地域組織劃分的小組會議，及就個別議題舉行的小組會議。此外屆時各國部長和非政府組織亦會因應情況舉行簡佈會。
2005年12月14日，多個世貿成員代表就過度捕獵海洋魚類、破壞海洋生態的問題，促請世貿制訂更落實、更透明的條例，以管制漁業補貼。歐盟及非政府組織均批評，美國給予落後國家的糧食支援，是對國內農業的另類補貼，要求美國改為現金補貼。
2005年12月18日，經過通宵商討後，印度貿易部長表示，世貿代表已達成共識，將有確定日期解決貿易障礙問題。在2013年結束農業補貼是可以接受的。但歐盟貿易專員指，世貿談判尚未達成最終協議。
同日下午，歐盟提出在2013年前取消農出口補貼，得到多國支持，但巴西反對，原因是巴西和美國都是全球最大的農產品出口國。
美國貿易代表波特曼稱，美國是希望在2010年前取消貼補，但若然只能在2013年才能取消，美國也會考慮。另外，有關為非洲國家的棉花出口協議也可望達成，但波特曼稱，部分條款對美國而言是一項難題。美國反對協議最後文本中承諾富裕國家在明年取消出口補貼，但美國同意迅速讓窮國的棉花輸入富裕國市場。
傍晚，各國就香港宣言達成初步共識，已發展國家將於2013年取消所有農業補貼，當中棉花補貼將於2006年率先取消，各國亦就服務業開放問題定下時間表，亦協議在2008年為最不發達國家97%商品提供免關稅等優惠；並協議將多哈回合貿易談判的談判限期定於2006年4月30日。
香港時間晚上10時15分，會議舉行閉幕式。會議主席曾俊華在會上提出了《香港宣言》的最後修訂本，並獲得通過。但由於各國未有共識，故沒有按世貿規定，定出第七次部長級會議的舉行日期和時間。

## 《香港宣言》
宣言列明，已發展國家將於2013年取消所有補貼，當中棉花補貼將於2006年率先取消，各國亦就服務業開放問題定下時間表，亦協議在2008年為最不發達國家97%商品提供免關稅及免配額等優惠；並協議將多哈回合貿易談判的談判限期定於2006年4月30日。

## 非政府組織參與
於會議期間，有各地非政府組織及民間自發人士來港進行宣傳、抗議、遊說活動，主要議題包括要求公平貿易、關注弱勢社群利益、反全球化等。香港有多個參與的非政府組織，其中一個是樂施會。

## 批評

### 申辦會議
部分市民批評唐英年於當初申辦世貿會議，令到香港發生「騷亂」；但唐英年表示，否認舉辦這次會議是錯誤的決定，他們沒有低估這些反應和影響。此外，香港媒體形容事件為警察所指的「騷亂」，但外國媒體如BBC、CNN均不指事件是「騷亂」，而是「衝突」。

## 遊行及示威
臺灣先前以「臺澎金馬個別關稅領域」名義加入世界貿易組織，引發農民反彈聲浪不斷，甚至爆發白米炸彈案，以激烈手段要求政府重視開放稻米進口後，臺灣農民的生計問題。2005年11月21日，該案主嫌楊儒門在土城看守所擬定書面聲明〈我的決心─楊儒門獄中絕食抗議聲明〉，表態將絕食抗議此次會議。12月13日10時整至同月19日10時整，楊儒門展開連續絕食144小時的抗議行動。
香港反對世貿遊行衝突主要涉及韓國農民，由2005年12月11日起發起遊行及示威，期間發生過零星衝突。至同月17日演變為騷亂，韓國農民於當日下午在灣仔區將示威升級，發動浪接浪的衝擊，突破警察防線和襲擊警務人員，企圖闖入香港會議展覽中心新翼以阻止世界貿易組織第六次部長級會議的進行；最後警察機動部隊於入夜後34次施放催淚煙及發射6顆布袋彈驅散示威者；為繼1989年旺角油麻地騷亂後，16年來警察首次施放催淚煙，及首次於行動中發射布袋彈。騷亂至同月18日凌晨平息，韓國農民示威者被拘捕後，自行走上警察車輛。事件共造成141人受傷，年齡介乎20至72歲，包括54位韓國人示威者及74位香港市民；政府新聞處則表示共有包括61名警務人員在內的114人受傷。衝突同時造成香港島的交通及商業癱瘓，區內店舖無法營業。

## 反應

### 非政府機構

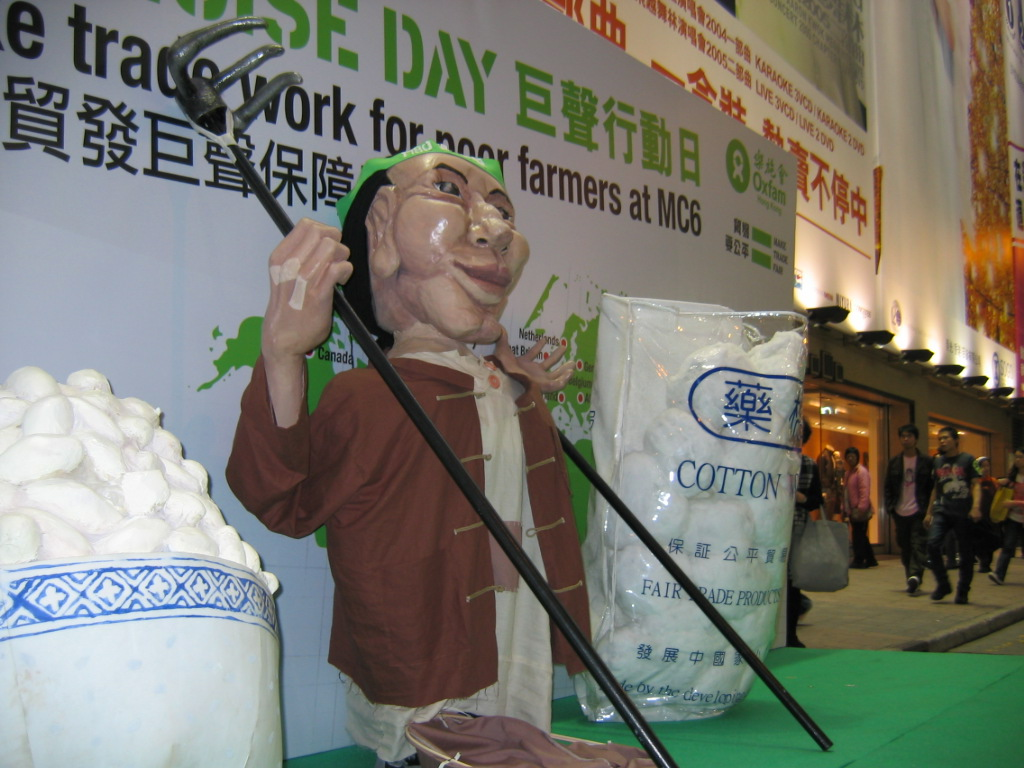
香港樂施會巨聲行動

樂施會認為是次世貿會議裏，對國際農業貿易條例的談判，是扭轉不公平貿易條例，使農民生活得到改善的時機。因此樂施會發動全球性的「巨聲行動」的簽名行動，收集超過一千萬個簽名，然後在會議期間把簽名遞交各個參與世貿會議的國家領袖。

### 臺灣
公民團體聲援楊儒門聯盟於同月13日在立法院中興大樓召開記者會聲援楊儒門，國立清華大學中國文學系教授方聖平代楊儒門宣讀書面聲明。楊儒門表示，臺灣農民追求的是公平交易、不是自由貿易的迷思。

### 香港
在世貿會議進行以前，香港不少市民都擔心在世貿會議進行期間會有騷亂發生，因此有位於灣仔及銅鑼灣的商戶暫時休業。雖然在12月17日，示威的韓國農民在灣仔區與警方衝突，以致灣仔及銅鑼灣交通癱瘓，引起市民不便，但因較早前，韓國農民以三步一跪拜等方式進行示威，使香港市民對他們的印象改觀及產生同情，有市民予韓國農民食物，更有市民絕食抗議，以示支持。可是，有研究發現香港市民普遍不清楚明白會議內容。

## 會議之後的市面恢復情況
隨著世貿會議的結束，香港的市面以及市民的生活習慣亦陸續恢復正常。

### 交通
因應世貿會議完結，原先被取消的交通服務亦陸續恢復正常。
- 天星小輪來往灣仔至尖沙咀及紅磡的兩條渡輪航線於19日上午7時復航。
- 以灣仔碼頭作總站的巴士線，及其他途經港灣道的巴士線於同日上午8時已恢復原有路線行走，比原定時間提早2小時，而位於灣仔碼頭及港灣道的的士站亦於同時恢復使用。
- 被遷往中環港澳碼頭的皇崗過境巴士線於下午1時恢復以灣仔碼頭作總站。
- 下午四時起，博覽道東公共交通交匯處（金紫荊廣場巴士總站及的士站）重新啟用，而途經會議道的巴士線於同時恢復以原有路線行走覽館（但不停會展）。
- 介乎景隆街以東的一段駱克道、東角道及記利佐治街；白沙道及利園山道的行人專用區於19日恢復生效。
- 位於龍匯道及港灣道香港會議展覽中心外的巴士站於20日早上8時恢復使用。
- 而受會議影響所封閉的停車位亦於19日至22日期間陸續恢復使用。
- 東區海底隧道及西區海底隧道的優惠收費於19日凌晨12時01分起取消。

### 商業活動
灣仔區及銅鑼灣區所有商業活動已在12月21日恢復正常。
曾蔭權在世貿會議結束當日，曾要求儘快協助灣仔及銅鑼灣區的商戶。
香港政府當局在12月20日宣布，將在聖誕節期間推出穿梭巴士，每30分鐘一班，直至2006年1月2日。此外，地鐵公司還在聖誕節及翌日提供兩元車費優惠給在灣仔站或銅鑼灣站下車的乘客。

## 外部連結
- 世界貿易組織香港部長級會議官方網站
- 香港警務處有關香港部長級會議網頁